# Смелая (шхуна, 1839)
«Смелая» — парусная шхуна Черноморского флота России, одна из пяти шхун типа «Гонец», участник Крымской войны. Находилась в составе флота с 1839 по 1855 год, совершала плавания в акватории Чёрного моря, Буга и Дуная, использовалась в качестве крейсерского и учебного судна, принимала участие в операциях флота у берегов Кавказа и поддержке действий армии на кавказском побережье, погибла во время обороны Севастополя в 1855 году.

## Описание судна
Парусная шхуна с деревянным корпусом, одна из пяти шхун типа «Гонец», строившихся с 1833 по 1839 год в Севастополе и Николаеве, последняя из спущенных на воду шхун этого типа. Длина шхуны по сведениям из различных источников составляла от 28,1 до 30,3 метра, ширина — 7,8 метра, осадка — 3,6 метра, а глубина интрюма — 4 метра. Вооружение судна состояло из семнадцати орудий, включавших две трёхфунтовые пушки, четырнадцать 18-фунтовых карронад и один 3-фунтовый фальконет.
Шхуна была одним из семи парусных и парусно-гребных судов Российского императорского флота, носивших это наименование. В составе Балтийского флота также несли службу шесть одноимённых галер 1727, 1739, 1753, 1756, 1786 и 1796 годов постройки.

## История службы
Шхуна «Смелая» была заложена на стапеле Севастопольского адмиралтейства 22 октября (3 ноября) 1838 года и после спуска на воду 10 (22) мая 1839 года вошла в состав Черноморского флота России. Строительство вёл кораблестроитель подполковник А. П. Прокофьев.
В течение 1840—1843 годов принимала участие в операциях у берегов Кавказа в составе отрядов, совершая крейсерские плавания вдоль берегов Абхазии, а также ходила по черноморским портам. С 10 (20) по 10 (22) октября 1841 года в составе отряда контр-адмирала М. Н. Станюковича содействовала продвижению войск генерал-лейтенанта И. Р. Анрепа от мыса Адлер до Навагинского укрепления. В кампанию 1844 года также совершала плавания у берегов Абхазии.
В 1845 году в составе эскадры выходила в практические плавания в Чёрное море, а также крейсировала вдоль его абхазских берегов. В 1846 году также совершала крейсерские плавания у восточного берега Чёрного моря. В кампанию 1847 года шхуна принимала участие в практических плаваниях и действиях отрядов судов флота у берегов Кавказа в качестве крейсерского судна.
В кампанию 1848 года шхуна принимала участие в действиях флота у кавказских берегов. При этом 13 (25) и 14 (26) января 1848 года во время боры в Цемесской бухте стояла на бочке, сильно обледенела, но экипаж сумел спасти шхуну. В эти дни от боры в бухте погибло пять судов. В следующем 1849 году совершала плавания между черноморскими портами, в составе эскадры кораблей Черноморского флота принимала участие в практическом плавании в Чёрное море, а также выходила в крейсерство вдоль его восточного побережья, в том числе берегов Абхазии.
В кампании 1850—1851 годов вновь принимала участие в операциях у берегов Кавказа в составе отрядов, в том числе использовалась как крейсерское судно. В 1852 году помимо крейсерских плаваний у абхазских берегов также ходила по Днепровскому лиману и Бугу. В 1853 году также участвовала в операциях отрядов судов флота у кавказских берегов, в том числе в качестве крейсерского судна.
Принимала участие в Крымской войне. В 1854 году находилась в Севастопольской гавани для охраны арсенала и блокшивов, а также под флагом контр-адмирала П. Ф. Мессера совершала плавания по Дунаю у Сулинского и Георгиевского рукавов. В 1855 году затонула на Севастопольском рейде от полученных во время бомбардировки Севастополя англо-французской эскадрой пробоин. После войны при расчистке Севастопольской бухты 10 (22) мая 1858 года шхуна была поднята со дна и продана.

## Командиры шхуны
Командирами парусной шхуны «Смелая» в составе Российского императорского флота в разное время служили:
- капитан-лейтенант К. А. Леонтьев (1840—1844 годы)[32];
- лейтенант П. П. Келчин (1845—1847 годы)[33];
- капитан-лейтенант Я. П. Перфильев (1848 год)[34];
- капитан-лейтенант Н. Н. Волоцкой (1850—1851 годы)[35];
- лейтенант, а с 2 (14) октября 1852 капитан-лейтенант Н. Ф. Юрьев (1852 год)[36];
- лейтенант, а с 18 (30) декабря 1853 года капитан-лейтенант И. Н. Кондогури (1853—1854 годы)[37].